# Nematus breviseta
Nematus breviseta är en stekelart som först beskrevs av Lindqvist 1949.  Nematus breviseta ingår i släktet Nematus, och familjen bladsteklar. Arten är reproducerande i Sverige.